# Tứ Xuyên
Tứ Xuyên (tiếng Trung: 四川; bính âm: Sìchuān) là một tỉnh nằm ở tây nam của Cộng hòa Nhân dân Trung Hoa. Tỉnh lị của Tứ Xuyên là Thành Đô, một trung tâm kinh tế trọng yếu của miền Tây Trung Quốc. Giản xưng của Tứ Xuyên là Thục (蜀), do thời Tiên Tần, trên đất Tứ Xuyên có hai nước chư hầu là Thục và Ba, nên Tứ Xuyên còn có biệt danh là Ba Thục (巴蜀).
Năm 2018, Tứ Xuyên là tỉnh đông thứ tư về số dân, đứng thứ sáu về kinh tế Trung Quốc với 83 triệu dân, tương đương với Đức  và GDP đạt 4.068 tỉ NDT (615,4 tỉ USD) tương ứng với Đài Loan.
Tỉnh Tứ Xuyên có một lịch sử lâu dài, cảnh quan đẹp, sản vật phong phú, từ xưa đã được gọi là Thiên phủ chi quốc (天府之国; dịch nghĩa: Nước trời). Phía tây Tứ Xuyên là nơi cư trú của các dân tộc thiểu số như người Tạng, người Di và người Khương.

## Lịch sử
Vào khoảng triều nhà Thương, vùng đất Tứ Xuyên đã xuất hiện nước Ba, Thục, đặc biệt là nền văn minh Tam Tinh Đôi (hoặc gọi là nền văn minh đồi Ba Sao), văn minh Kim Sa là đại biểu cho nền văn minh Thục thời xa xưa phát đạt cao độ. Sau khi vương triều Tần thống trị Tứ Xuyên, văn hoá Ba Thục và văn hoá Trung Nguyên hoà trộn lẫn nhau, trở thành một trong những đầu nguồn trọng yếu của văn hoá Trung Hoa, nắm giữ vị trí quan trọng trong lịch sử Trung Quốc.

### Tiên Tần

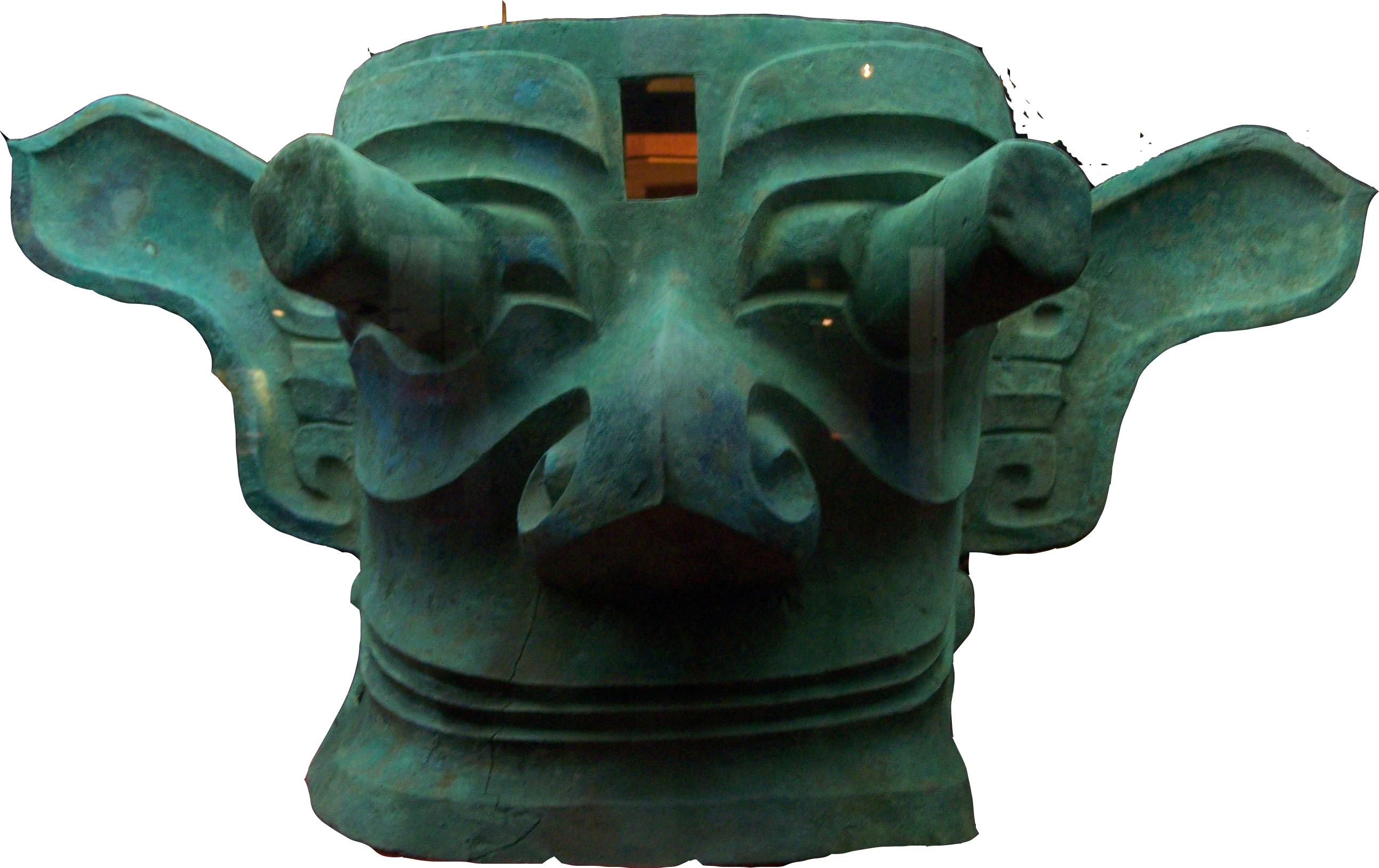
Văn vật khai quật tại Tam Tinh Đôi, một đầu đồng lớn với hai mắt lồi ra, được cho là để mô tả Tàm Tùng (蠶叢), người sáng lập nước Cổ Thục

### Thời Hán

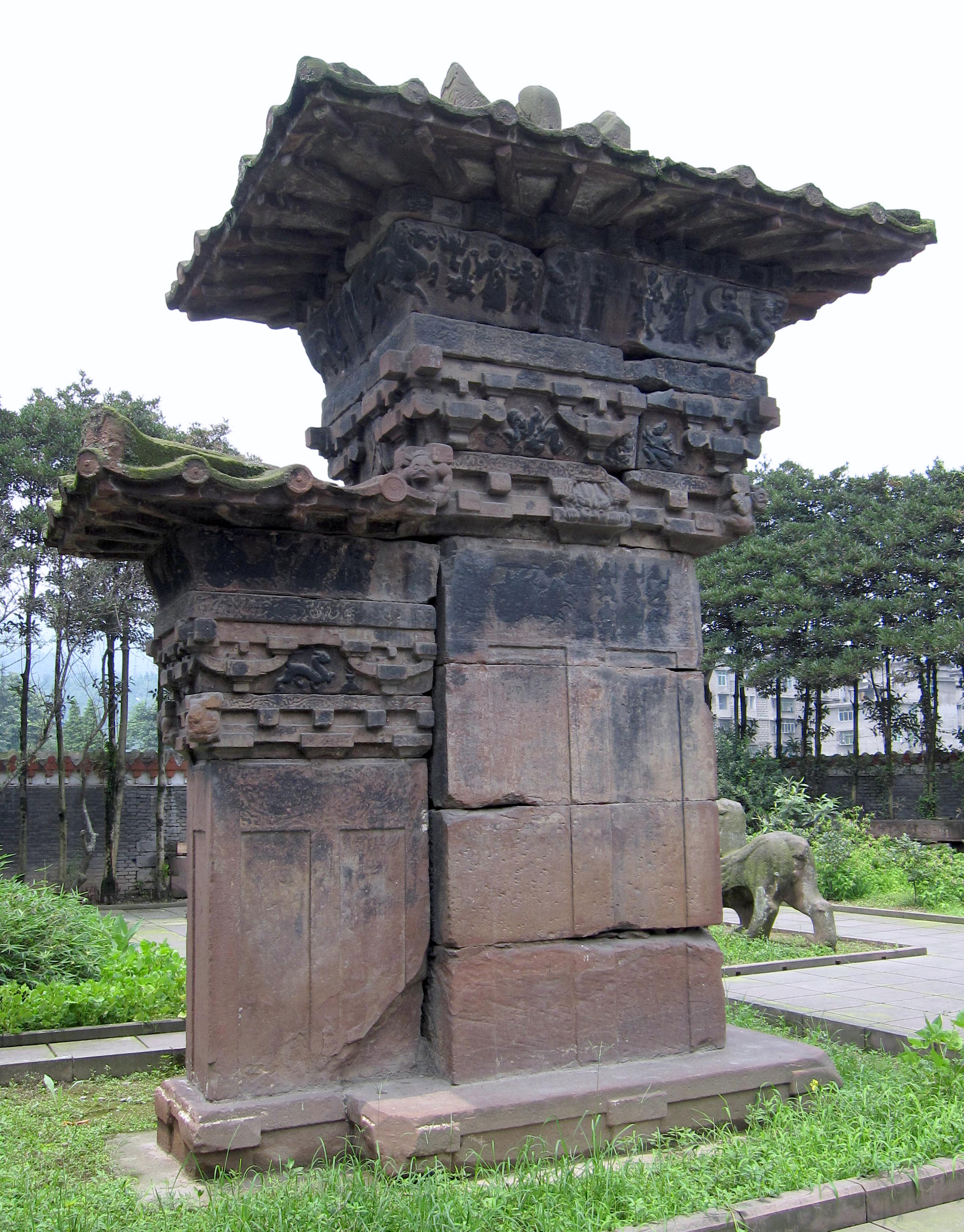
Một khuyết (闕), tức cột trụ chạm khắc đá ở cửa, có chiều cao 6 m, nằm ở lăng mộ của Cao Di (高颐) tại Nhã An, được xây vào thời Đông Hán

### Thời Tam Quốc

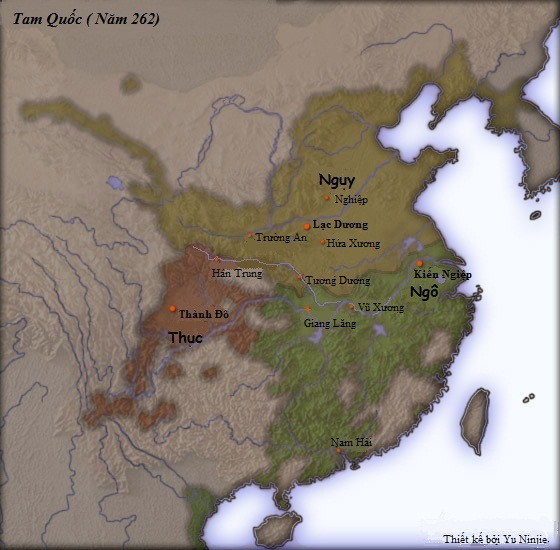
Bản đồ Tam Quốc năm 262

### Thời Tùy và Đường

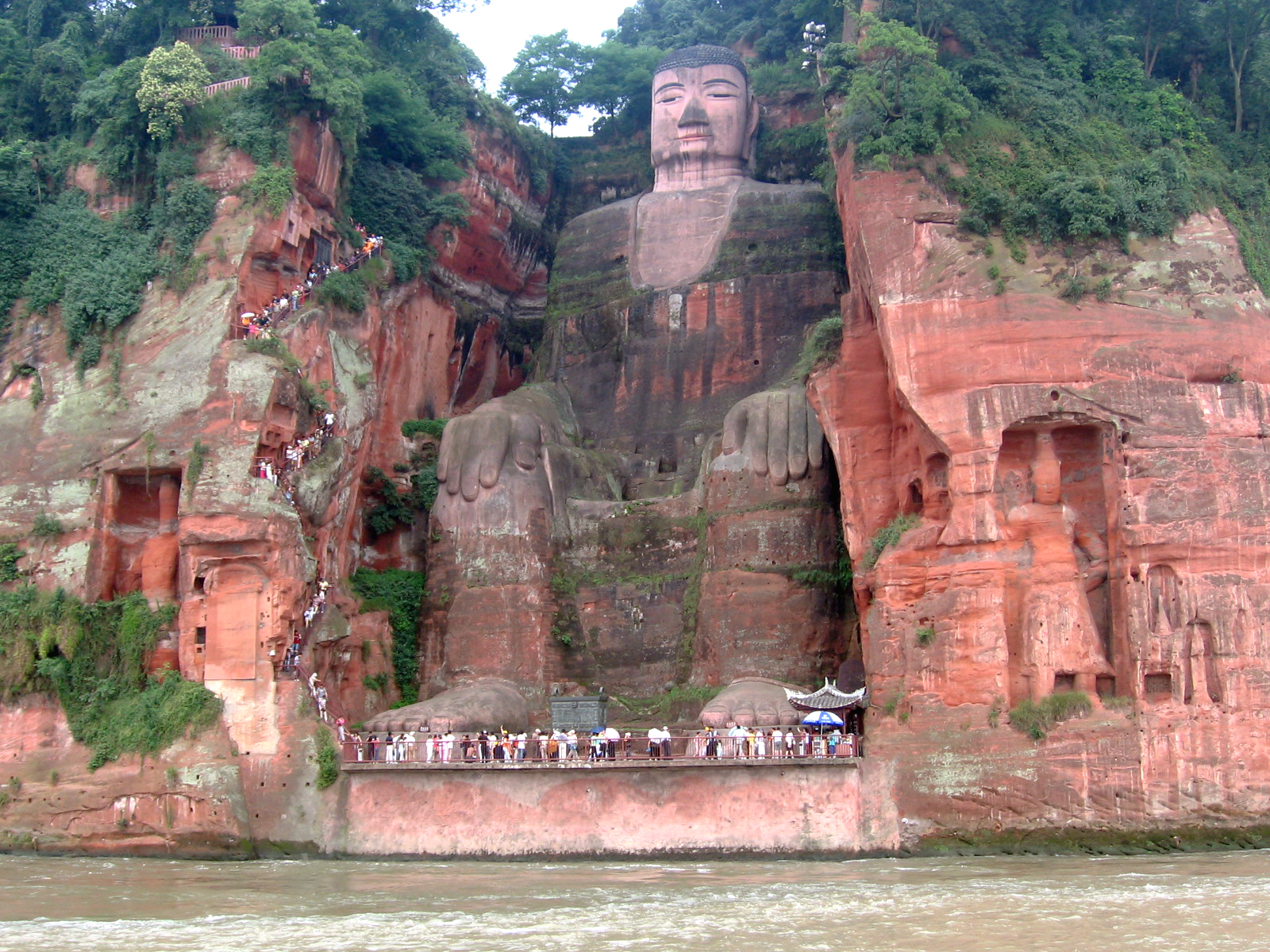
Lạc Sơn Đại Phật tại Tứ Xuyên, được xây dựng từ thời Đường mạt

### Thời Nhà Tống

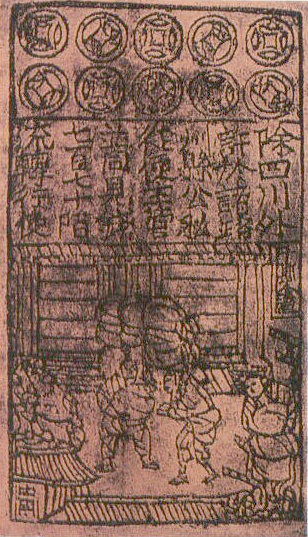
"giao tử" được phát hành tại Tứ Xuyên là tiền giấy đầu tiên trên thế giới

### Thời Nhà Thanh

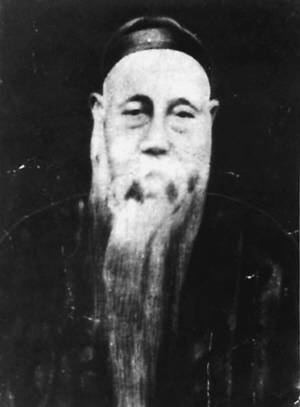
Đinh Bảo Trinh (丁宝桢), tổng đốc Tứ Xuyên, một thành viên trọng yếu của Dương Vụ vận động (洋务运动), tức phong trào Tây hóa